# Tears Are Falling
Tears Are Falling è una canzone dei Kiss, pubblicata originariamente nell'album Asylum nel 1985.

## Il brano
Il brano è stato composto dal cantante e chitarrista del gruppo Paul Stanley. È stato estratto come singolo (assieme al brano Any Way You Slice It presente come Lato B) e riscosse un modesto successo negli Stati Uniti e nel Regno Unito. È stato inoltre incluso nella compilation del 1988 Smashes, Thrashes & Hits. Per la canzone è stato girato un videoclip a Londra (diretto da David Mallet) nel quale si può vedere Paul Stanley muoversi tra le liane sullo sfondo di un paesaggio preistorico.

## Tracce
- Lato A: Tears Are Falling
- Lato B: Any Way You Slice It

## Formazione
- Paul Stanley - voce principale, chitarra ritmica
- Gene Simmons - basso, voce secondaria
- Bruce Kulick - chitarra solista
- Eric Carr - batteria, voce secondaria